# Norman Nolan
Norman Lewis Nolan (Baltimora, 20 gennaio 1976) è un ex cestista statunitense, professionista in Europa, Asia e Sudamerica.

## Carriera
Dopo il quadriennio alla University of Virginia e un paio di esperienze tra la CBA e il campionato portoricano, Nolan approdò nella Serie A2 italiana con l'ingaggio da parte della Pallacanestro Biella per la stagione 1999-2000. Con i piemontesi viaggiò a 21,1 punti e 9,8 rimbalzi in 28 gare di regular season, contribuendo al raggiungimento dei play-off dove arrivò una sconfitta in semifinale contro Jesi.
Nell'estate seguente venne tesserato dalla Scandone Avellino, società neopromossa che si apprestava a disputare il suo primo campionato di Serie A1. Con 21,7 punti a partita si posizionò al sesto posto nella classifica cannonieri per media punti individuale, mentre la squadra irpina chiuse al nono posto in classifica.
Dopo alcune tappe tra Porto Rico, Grecia, nuovamente Porto Rico, Liga ACB spagnola, ancora Grecia e ancora Porto Rico, Nolan tornò nella massima serie italiana, venendo annunciato il 14 agosto 2003 dal Roseto Basket guidato in panchina da Luca Dalmonte, il quale era già stato il suo allenatore ad Avellino. Le cifre di Nolan con gli abruzzesi, che chiusero al tredicesimo posto in classifica, furono pari a 18,8 punti e 6,8 rimbalzi.
"Norm the Storm", questo il suo soprannome, rimase nella Serie A italiana anche nella stagione seguente, ingaggiato questa volta dalla Pallacanestro Varese. Qui il suo apporto stagionale fu di 18,9 punti e 6,9 rimbalzi.
Prima di intraprendere una nuova parentesi italiana ebbe un breve ritorno nella Liga ACB spagnola, per poi approdare in Corea del Sud e a Porto Rico dove militò in due squadre diverse in pochi mesi.
Nell'agosto 2006 si accordò con il Teramo Basket allenato da coach Luca Dalmonte, per quella che fu la sua terza parentesi sotto la guida del tecnico imolese. Il 18 gennaio 2007, tuttavia, a campionato in corso, venne di fatto coinvolto in una sorta di scambio che lo trasferì allo Scafati Basket in cambio di Jack Martínez. Nolan, che a Teramo in 15 partite totalizzò medie di 13,1 punti e 6,5 rimbalzi, andò così a terminare il torneo con i gialloblu campani dove invece chiuse con 11,4 punti e 5,5 punti in 19 presenze.
La sua carriera proseguì in giro per il mondo in vari continenti: militò infatti in Francia, Libano, Kuwait, nuovamente Libano, Argentina, Iran, Venezuela, Repubblica Dominicana, ancora Argentina, ancora Kuwait, Colombia e infine un'ulteriore tappa in Kuwait, fino al ritiro avvenuto nel 2014.

## Palmarès
- McDonald's All-American Game (1994)